# Canon EOS 2000D
Die Canon EOS 2000D (in Japan EOS Kiss X90, in den USA EOS Rebel T7) ist eine digitale Spiegelreflex-Kamera des japanischen Herstellers Canon. Sie wurde in Deutschland im April 2018 auf den Markt gebracht.

## Technische Merkmale
Der Bildsensor besitzt eine Auflösung von 24 Megapixel. Die Kamera kann Videoaufnahmen im Full-HD-Format aufnehmen. Ferner besitzt sie folgende Merkmale:
- Integriertes WLAN und NFC
- Eingeschränkter Belichtungsindex von 100 bis 6400.
- Bulb mit dem Wert ISO 800.

## Besonderheiten
Ähnlich wie beim Schwestermodell Canon EOS 4000D fehlte auch der EOS 2000D zunächst der Mittenkontakt im Blitzschuh, wodurch nur noch Blitze ausgelöst werden konnten, die sich auf das proprietäre Signal des Herstellers verstehen. Diese Einschränkung wurde vielfach kritisiert. Canon passte im September 2020 die Produktion an und versah die EOS 2000D wieder mit einem Mittenkontakt. Diese Änderung wurde jedoch nicht bei der EOS 4000D und der späteren EOS 250D vorgenommen, die nur ohne Mittenkontakt erhältlich sind.

## Produktfotos

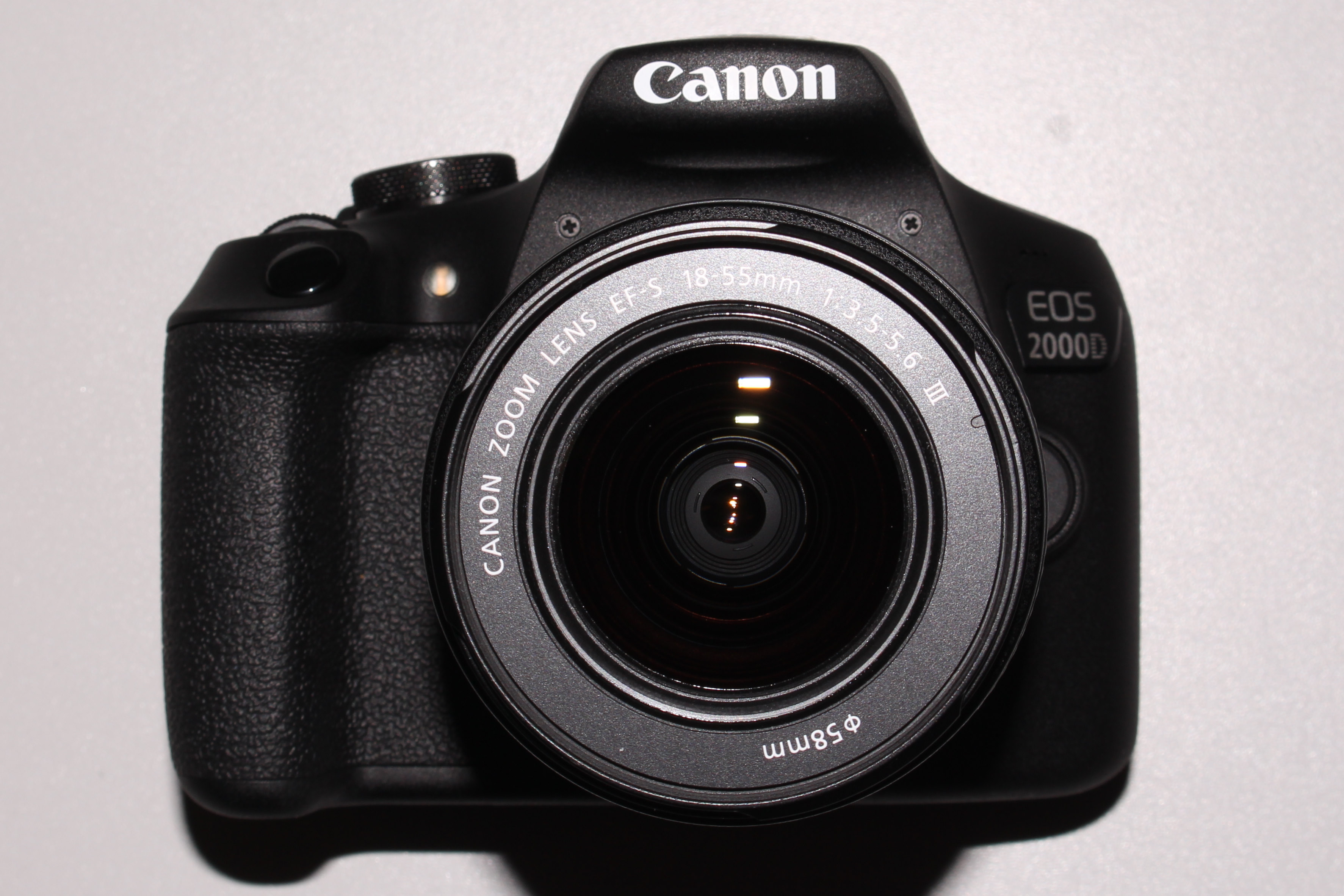
Vorderseite mit Linse
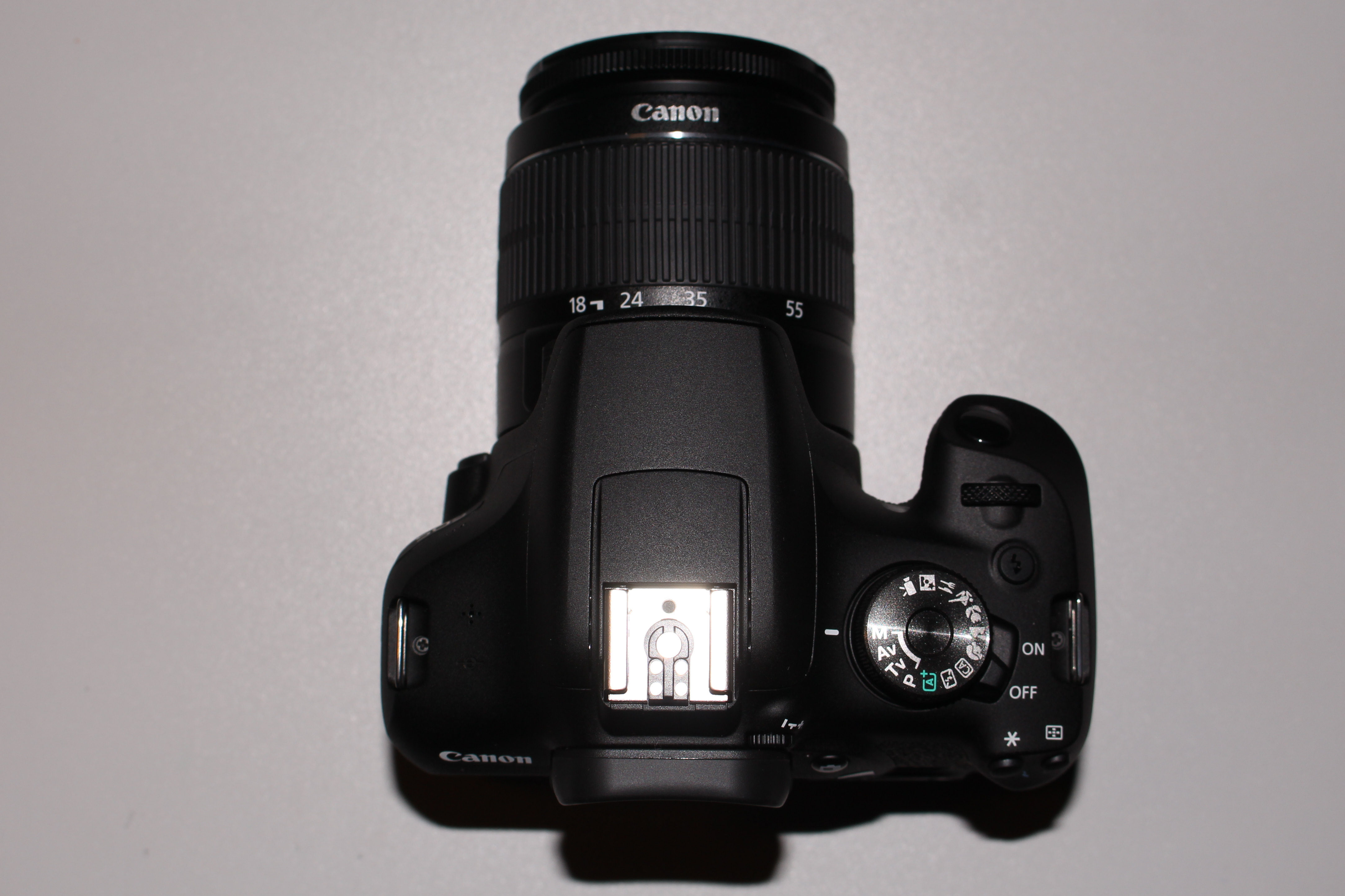
Oberseite
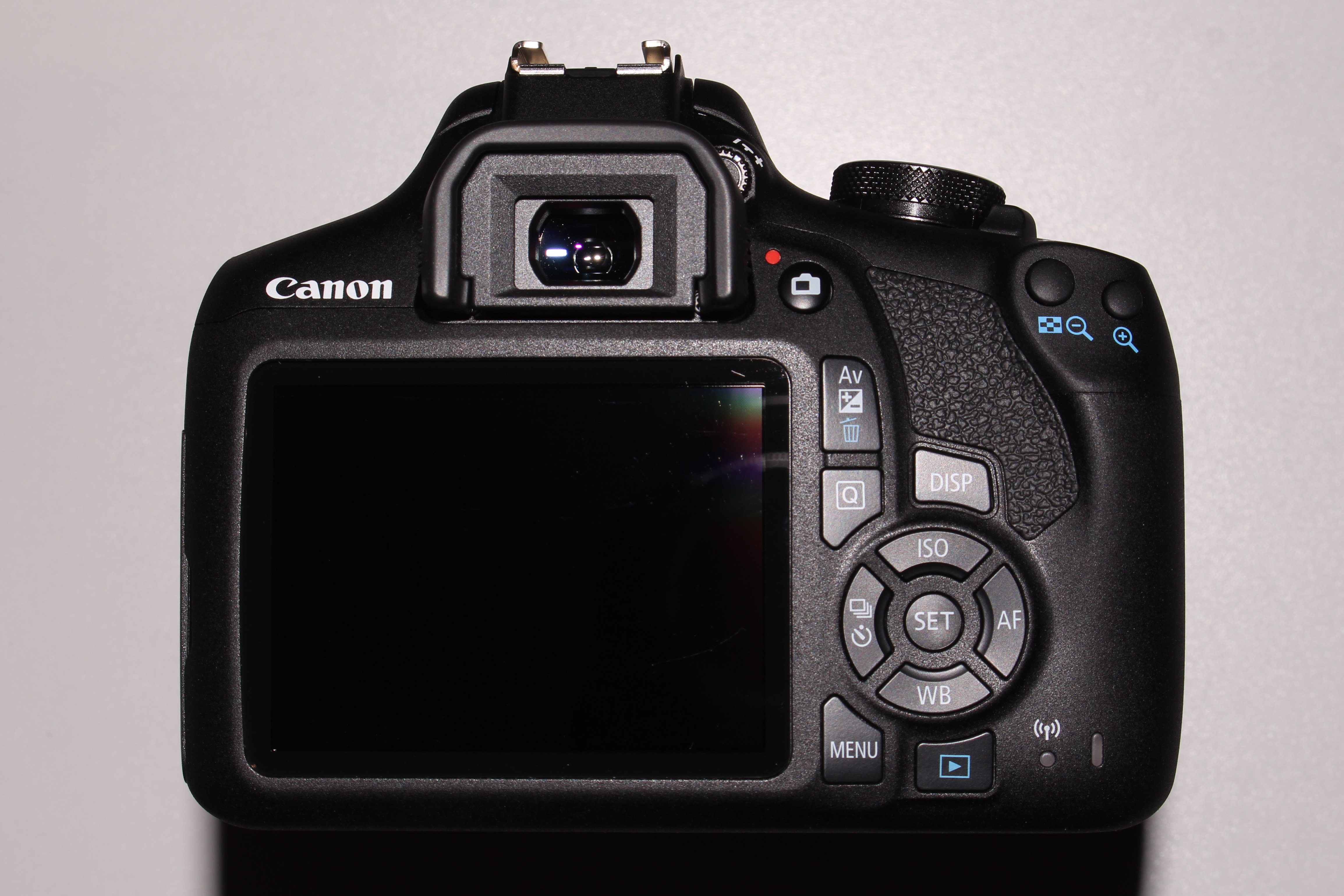
Rückseite